# Mezinárodní konflikt
Mezinárodní konflikt je situace kdy jsou strany vědomy svých rozporných zájmů. Konflikt předchází vzájemný antagonismus a rozporné zájmy. Konflikt se může prudce vyvíjet a eskalovat. 
Konflikty zpravidla projdou několika fázemi:
- Počátek, ukáží se příčiny konfliktu
- Roste napětí
- Vyvrcholení konfliktu
- Konflikt končí nebo se objeví nový